# 住宿加早餐

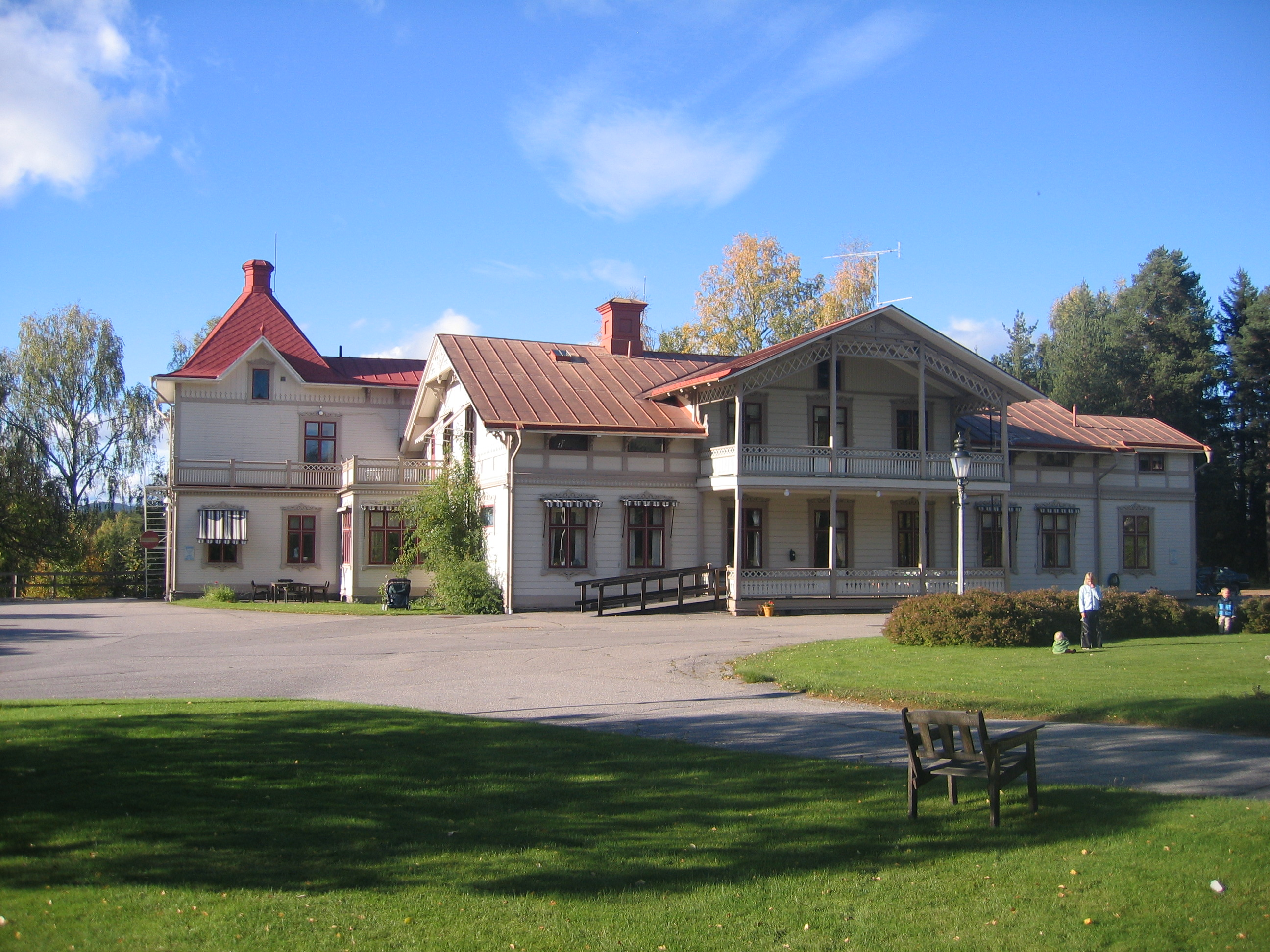
瑞典一間B&B旅館

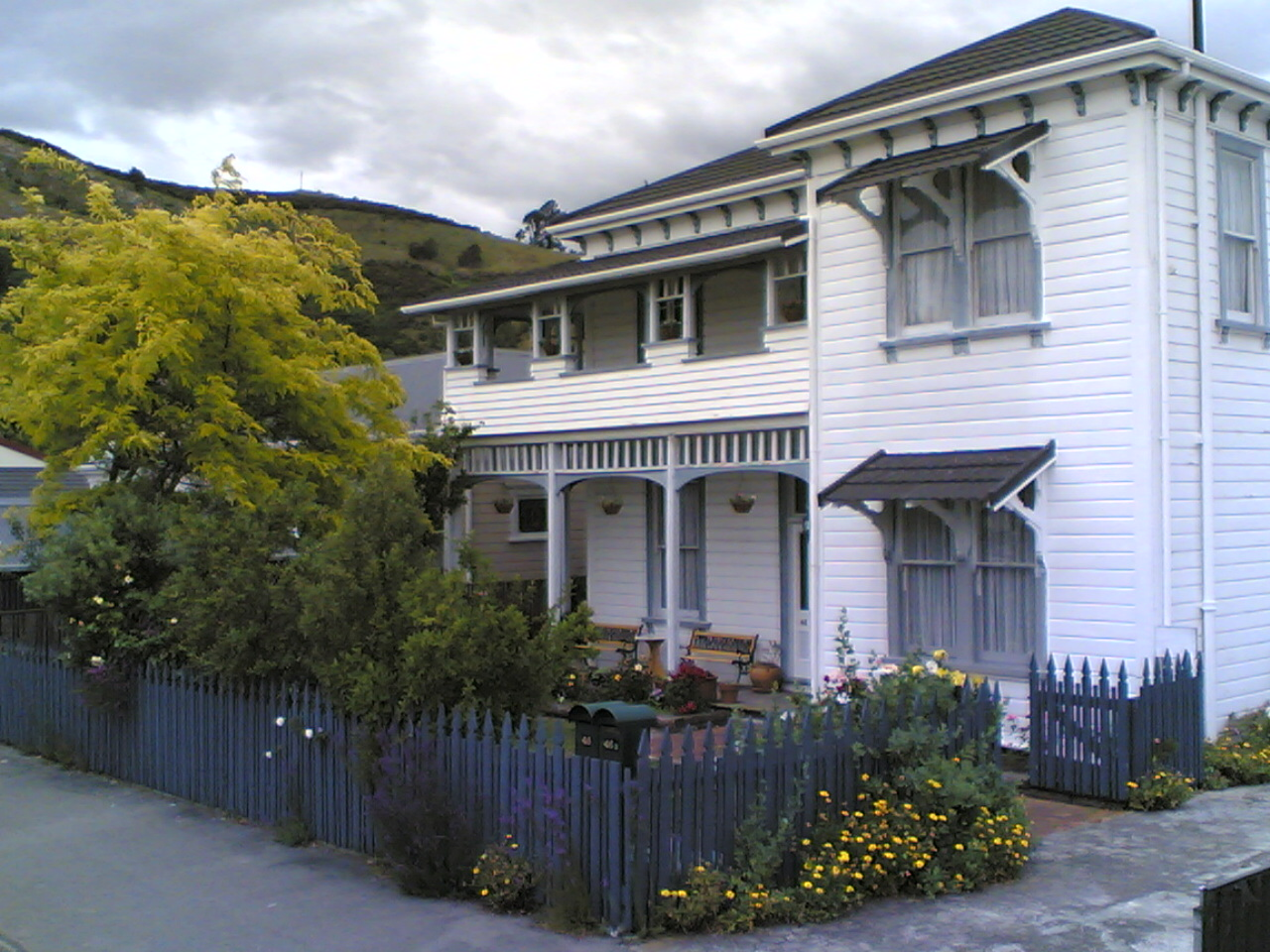
紐西蘭中部地區的一間B&B

住宿加早餐酒店（英語：Bed and breakfast），是一種酒店及旅店的類型，與民宿相似；主要提供床予客人過夜及早餐供應，亦不包括早餐外的其他膳食。B&B多由普通住家的其中一兩間客房列作出租用途。顧客對象主要為公路過客、司機及背包客等。
此類旅館起源於英國，大多位於海邊小鎮或鄉郊地區，及後亦普及到美國等西方國家。據估計，全美約有17,000家B&B，它們通常是私人家庭住宅，通常有4到11個房間，平均有6個房間。